# Ferreira do Alentejo
Ferreira do Alentejo és un municipi portuguès, situat al districte de Beja, a la regió d'Alentejo i a la subregió del Baixo Alentejo. L'any 2006 tenia 8.354 habitants. Limita al nord amb Alcácer do Sal i Alvito, a l'est amb Cuba i Beja, al sud amb Aljustrel, al sud-oest amb Santiago do Cacém i a l'oest amb Grândola.
| Població del concelho de Ferreira do Alentejo (1801 – 2004) | Població del concelho de Ferreira do Alentejo (1801 – 2004) | Població del concelho de Ferreira do Alentejo (1801 – 2004) | Població del concelho de Ferreira do Alentejo (1801 – 2004) | Població del concelho de Ferreira do Alentejo (1801 – 2004) | Població del concelho de Ferreira do Alentejo (1801 – 2004) | Població del concelho de Ferreira do Alentejo (1801 – 2004) | Població del concelho de Ferreira do Alentejo (1801 – 2004) | Població del concelho de Ferreira do Alentejo (1801 – 2004) |
| ----------------------------------------------------------- | ----------------------------------------------------------- | ----------------------------------------------------------- | ----------------------------------------------------------- | ----------------------------------------------------------- | ----------------------------------------------------------- | ----------------------------------------------------------- | ----------------------------------------------------------- | ----------------------------------------------------------- |
| 1801                                                        | 1849                                                        | 1900                                                        | 1930                                                        | 1960                                                        | 1981                                                        | 1991                                                        | 2001                                                        | 2004                                                        |
| 2089                                                        | 4737                                                        | 8401                                                        | 12472                                                       | 14894                                                       | 11244                                                       | 10075                                                       | 9010                                                        | 8505                                                        |